# Bobby Johnstone
Robert «Bobby» Johnstone (Selkirk, Selkirkshire, Escocia, 7 de septiembre de 1929 - ibídem, 22 de agosto de 2001) fue un futbolista británico que se desempeñaba en la posición de delantero interior. Es principalmente recordado por ser uno de los Famous Five —los «famosos cinco»—, la línea de ataque con la que el Hibernian se hizo con tres campeonatos ligueros. Este grupo de jugadores fue el más exitoso de la historia del Hibernian y estuvo conformado por Gordon Smith, Lawrie Reilly, Eddie Turnbull, Willie Ormond y el propio Bobby Johnstone.
Johnstone fue el primero de los cinco en dejar el Hibernian, cuando fue traspasado al Manchester City en el año 1955. Su trayectoria en el equipo inglés también fue exitosa. El jugador logró convertirse en el primero en marcar gol en dos finales consecutivas de la FA Cup en Wembley, al hacerlo en las de 1955 y 1956.

## Carrera

### Hibernian
Bobby Johnstone, conocido por sus compañeros como «Nicker», firmó un contrato con el Hibernian en 1946, después de haberse formado en las filas del Newtongrange Star, y jugó en este equipo en dos períodos diferentes. Habiendo firmado con los Hibs, Bobby realizó buenas actuaciones con el equipo de reservas y se le concedió una oportunidad de jugar con el primer equipo, en un encuentro amistoso frente a los Nithsdale Wanderers en Sanquhar.
Sin embargo, a comienzos de la temporada 1949-50, Johnstone no era el delantero titular, sino que esta posición le correspondía a Bobby Combe. Su oportunidad llegó en octubre, después de que se culpara a los centrales de la derrota contra el Dunfermline Athletic en la semifinal de la Copa de la Liga disputada en el estadio del Tynecastle. El entrenador decidió cambiar la línea defensiva completa para el siguiente partido y le concedió una oportunidad a Bobby. Por lo tanto, los Famous Five realizaron su debut colectivo el 15 de octubre de 1949, en un encuentro contra el Queen of the South que el Hibernian ganó por dos tantos a cero.
Junto a Gordon Smith, Bobby recogió las medallas de campeones de la liga escocesa de los años 1951 y 1952, mientras que en la temporada 1952-53 quedaron segundos por detrás de los Rangers por la diferencia de goles. Asimismo, Johnstone disputó una final de la Copa de la Liga escocesa.

### Manchester City

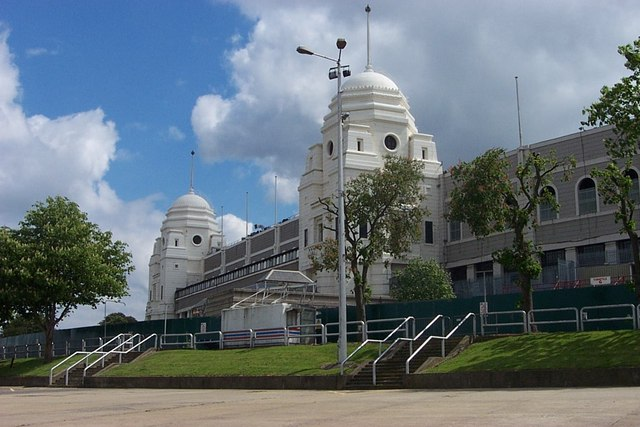
Johnstone se convirtió en el primer futbolista en anotar en dos finales de la FA Cup consecutivas disputadas en el estadio de Wembley.

Bobby abandonó el club escocés en 1955 para unirse a las filas del Manchester City por la importante suma de 22 000 libras esterlinas. Bobby fue el único de los Famous Five que jugó en Inglaterra. Marcó en dos finales de la FA Cup consecutivas con el equipo mancuniano, tanto en la derrota de 1955 contra el Newcastle United como en la victoria de 1956 contra el Birmingham City. Johnstone se convirtió de esta forma en el primer jugador en conseguir tal hazaña en dos finales seguidas jugadas en el estadio de Wembley. En ambos partidos jugó junto con Dave Ewing, futuro entrenador de los Hibs.

### Vuelta a los Hibs
Johnstone regresó al equipo edimburgués en 1959 por 6000 libras. A pesar de ser recordado principalmente por su primera tapa en el Hibernian, Johnstone llevó al equipo a conseguir un par de increíbles victorias tras su vuelta, aunque había ganado algo de peso y, en consecuencia, perdido movilidad. Sin embargo, el jugador fue capaz de anotar diez tantos contra el Partick Thistle en el estadio de Firhill y otros once en Broomfield Park frente a los Airdrieonians.

### Oldham Athletic
Tras su segunda etapa con los Hibs, Johnstone fichó por el Oldham Athletic y es reconocido como uno de los mejores jugadores de la historia del club inglés.
Bernard Halford era el secretario del club en aquella época, a comienzo de la década de 1960 y la recordaba de este modo: «Transformó el club, no cabe duda. Atraía a las masas hasta Sheepfoot Lane, a pesar de que el Athletic había caído hasta la Fourth Division. Creo que fue el único período de mi vida en el que decía mentiras a menudo. Los días de partido, el teléfono no paraba de sonar. «¿Va a jugar Johnstone?» Puede que Bobby estuviera sentado a mi lado en la oficina con el tobillo escayolado, pero yo tenía que decir que sí iba a jugar, ya que, de lo contrario, los aficionados no asistirían al partido. Ciertamente estaba fijado de aquella manera».
Bobby no se retiró definitivamente hasta el verano de 1965, diecinueve años después del inicio de su carrera profesional.

### Trayectoria
| Club                     | País       | Temporadas | Partidos | Goles |
| ------------------------ | ---------- | ---------- | -------- | ----- |
| Hibernian F. C.          | Escocia    | 1949-1955  | 168      | 88    |
| Manchester City F. C.    | Inglaterra | 1955-1969  | 124      | 42    |
| Oldham Athletic A. F. C. | Inglaterra | 1959-1961  | 31       | 17    |
| Hibernian F. C.          | Escocia    | 1961-1965  | 143      | 36    |
| Witton Albion F. C.      | Inglaterra | 1965       | 0        | 0     |

### Carrera internacional
Johnstone disputó un total de diecisiete encuentros con la camiseta de la selección de Escocia. El más memorable probablemente sea el de su debut, en el que consiguió anotar un tanto en la victoria de Escocia sobre Inglaterra por tres goles a dos en un partido disputado en el estadio de Wembley. La escuadra de Escocia para la Copa Mundial de 1954 constaba de veintidós hombres, pero el seleccionador decidió llevar a tan solo trece para las rondas finales. Johnstone se encontraba entre ellos, pero no pudo jugar a causa de una lesión. George Hamilton fue finalmente el elegido para sustituir a Bobby.
Bobby marcó también ante las selecciones de Irlanda del Norte, Gales, Suecia y Finlandia. Además de sus diecisiete internacionalidades, Bobby representó a la Scottish League, la liga escocesa, en seis ocasiones. También jugó con el Reino Unido contra un combinado de los mejores jugadores del resto de Europa, en un encuentro celebrado el 13 de agosto de 1955 en la ciudad de Belfast.

#### Goles internacionales
En ambas columnas de resultados, se indican en primer lugar los goles de la selección escocesa, independientemente del lugar en el que se disputase el partido.
| Núm. | Fecha                  | Lugar                    | Rival             | Resultado provisional tras el gol | Resultado final | Competición                                                            | Referencia |
| ---- | ---------------------- | ------------------------ | ----------------- | --------------------------------- | --------------- | ---------------------------------------------------------------------- | ---------- |
| 1    | 14 de abril de 1951    | Wembley, Londres         | Inglaterra        | 1–1                               | 3–2             | British Home Championship                                              | [ 10 ]     |
| 2    | 6 de octubre de 1951   | Windsor Park, Belfast    | Irlanda del Norte | 2–0                               | 3–0             | British Home Championship                                              | —          |
| 3    | 6 de octubre de 1951   | Windsor Park, Belfast    | Irlanda del Norte | 3–0                               | 3–0             | British Home Championship                                              | —          |
| 4    | 6 de mayo de 1953      | Hampden Park, Glasgow    | Suecia            | 1–1                               | 1–2             | Partido amistoso                                                       | [ 11 ]     |
| 5    | 4 de noviembre de 1953 | Hampden Park, Glasgow    | Gales             | 2–0                               | 3–3             | British Home Championship y clasificación para la Copa Mundial de 1954 | [ 12 ]     |
| 6    | 25 de mayo de 1954     | Olympiastadion, Helsinki | Finlandia         | 2–0                               | 2–1             | Partido amistoso                                                       | [ 13 ]     |
| 7    | 3 de noviembre de 1954 | Hampden Park, Glasgow    | Irlanda del Norte | 2–2                               | 2–2             | British Home Championship                                              | [ 14 ]     |
| 8    | 8 de diciembre de 1954 | Hampden Park, Glasgow    | Hungría           | 2–3                               | 2–4             | Partido amistoso                                                       | [ 15 ]     |
| 9    | 9 de noviembre de 1955 | Hampden Park, Glasgow    | Gales             | 1–0                               | 2–0             | British Home Championship                                              | [ 16 ]     |
| 10   | 9 de noviembre de 1955 | Hampden Park, Glasgow    | Gales             | 2–0                               | 2–0             | British Home Championship                                              | [ 16 ]     |

## Palmarés

### Como jugador
Hibernian F. C.

Manchester City F. C.
- Campeón de la FA Cup 1955-56.
- Subcampeón de la FA Cup FA Cup 1954-55.

Individualmente
- Inclusión en el Salón de la Fama del Fútbol Escocés en 2010.[17][3]

### Citas
1. 1 2 3 4 5 6 7  «'Famous Five' player tribute bid» (en inglés). British Broadcasting Corporation. 16 de septiembre de 2009. Consultado el 21 de diciembre de 2014.
2. 1 2 3 4 5 6 7 8 9 10  «Obituary: Bobby Johnstone» (en inglés). The Guardian. Consultado el 21 de diciembre de 2014.
3. 1 2  Sinet, 2012, p. 45.
4. ↑  «Legends Wall of Fame» (en inglés). Oldham Athletic Association Football Club. 13 de diciembre de 2013. Consultado el 22 de diciembre de 2014.
5. ↑  «Bobby Johnstone - Footballing Legend» (en inglés). Web Services BC. Consultado el 22 de diciembre de 2014.
6. 1 2  «Robert Johnstone» (en inglés). Asociación Escocesa de Fútbol. Consultado el 21 de diciembre de 2014.
7. 1 2 3  «Unlucky 13 for Scots» (en inglés). Evening Telegraph. 23 de diciembre de 2004. Archivado desde el original el 6 de agosto de 2009. Consultado el 22 de diciembre de 2014.
8. ↑  «Scotland FL Players by Appearances» (en inglés). London Hearts Supporters Club. Consultado el 21 de diciembre de 2014.
9. ↑  «England Player Honours» (en inglés). England football online. Consultado el 22 de diciembre de 2014.
10. ↑  «England v Scotland, 14 April 1951» (en inglés). 11v11. Consultado el 23 de diciembre de 2014.
11. ↑  «Scotland v Sweden, 06 May 1953» (en inglés). 11v11. Consultado el 23 de diciembre de 2014.
12. ↑  «Scotland v Wales, 04 November 1953» (en inglés). 11v11. Consultado el 23 de diciembre de 2014.
13. ↑  «Finland v Scotland, 25 May 1954» (en inglés). 11v11. Consultado el 23 de diciembre de 2014.
14. ↑  «Scotland v Northern Ireland, 03 November 1954» (en inglés). 11v11. Consultado el 23 de diciembre de 2014.
15. ↑  «Hungary v Scotland, 29 May 1955» (en inglés). 11v11. Consultado el 23 de diciembre de 2014.
16. ↑  «Scotland v Wales, 09 November 1955» (en inglés). 11v11. Consultado el 23 de diciembre de 2014.
17. ↑  «Caldo hails Hibs spirit after fightback» (en inglés). The Scotsman. 15 de noviembre de 2010. Consultado el 21 de diciembre de 2014.